# Liste der Einträge im National Register of Historic Places im Webster County (West Virginia)
Diese Liste der Einträge im National Register of Historic Places im Webster County (West Virginia) enthält alle im Webster County, West Virginia in das National Register of Historic Places eingetragenen Gebäude, Bauwerke, Objekte, Stätten oder historischen Distrikte.
Diese Liste entspricht dem Bearbeitungsstand des National Park Service/National Register of Historic Places vom 27. September 2024.

## Legende
| NRHP | Historic Place |

## Aktuelle Einträge
| [ 2 ] | Name                                                           | Bild           | Eintragsdatum                 | Lage                                                                              | Ort             | Beschreibung |
| ----- | -------------------------------------------------------------- | -------------- | ----------------------------- | --------------------------------------------------------------------------------- | --------------- | ------------ |
| 1     | Camp Caesar                                                    | Camp Caesar    | 30. Dez. 2009 ID-Nr. 09001197 | 4868 Webster Road 38° 24′ 2″ N, 80° 29′ 20″ W                                     | Cowen           |              |
| 2     | Craig Run East Fork Rockshelter                                |                | 3. Juni 1993 ID-Nr. 93000493  | Adresse nicht veröffentlicht                                                      | Dyer            |              |
| 3     | Laurel Run Rockshelter                                         |                | 3. Juni 1993 ID-Nr. 93000491  | Adresse nicht veröffentlicht                                                      | Coe             |              |
| 4     | Lowther Store                                                  | Lowther Store  | 7. Apr. 1997 ID-Nr. 97000264  | 1793 Replete Road 38° 41′ 9″ N, 80° 23′ 31″ W                                     | Wheeler         |              |
| 5     | Mollohan Mill                                                  | Mollohan Mill  | 2. Sep. 1982 ID-Nr. 82004331  | an der County Route 8 38° 40′ 55″ N, 80° 28′ 16″ W                                | Replete         |              |
| 6     | Morton House                                                   | Morton House   | 15. Apr. 1986 ID-Nr. 86000795 | Union Street 38° 28′ 34″ N, 80° 24′ 33″ W                                         | Webster Springs |              |
| 7     | New Deal Resources in Holly River State Park Historic District | weitere Bilder | 4. Feb. 2011 ID-Nr. 10001228  | West Virginia Route 20 und südlich der U.S. Route 33 38° 39′ 58″ N, 80° 21′ 37″ W | Hacker Valley   |              |